# Inez (Texas)
Pour les articles homonymes, voir Inez.
Inez (en anglais [ˈaɪnɛz]) est une census-designated place située dans le comté de Jackson, dans l’État du Texas, aux États-Unis. Sa population s’élevait à 2 098 habitants lors du recensement de 2010.

## Source
- (en) Cet article est partiellement ou en totalité issu de l’article de Wikipédia en anglais intitulé « Inez, Texas » (voir la liste des auteurs).